# 테트로
테트로(Tetro)는 아르헨티나에서 제작된 프란시스 포드 코폴라 감독의 2009년 드라마 영화이다. 빈센트 갈로 등이 주연으로 출연하였고 프란시스 포드 코폴라 등이 제작에 참여하였다.

## 출연

### 주연
- 빈센트 갈로
- 마리벨 베르두

### 조연
- 엘든 이렌리치
- 클라우스 마리아 브랜다우어
- 카르멘 마우라
- 로드리고 드 라 세르나
- 레티시아 브레디세
- 마이크 아미고레나
- 프란체스카 드 사피오
- 에리카 리바스

## 제작진
- 의상: 세실리아 몬티